# Begonia delicatula
Espèce
Begonia delicatula est une espèce de plantes de la famille des Begoniaceae. Ce bégonia est originaire de Birmanie. L'espèce fait partie de la section Apterobegonia. Elle a été décrite en 1879 par Charles Baron Clarke (1832-1906), à la suite des travaux de Samuel Bonsall Parish (1838-1928).

## Répartition géographique
Cette espèce est originaire du pays suivant : Birmanie.